# Museum zum Kessel von Korsun
Das Museum zum Kessel von Korsun (ukrainisch Музей історії Корсунь-Шевченківської битви) in der ukrainischen Stadt Korsun-Schewtschenkiwskyj hat den Kessel von Korsun der Kesselschlacht von Tscherkassy zum Thema.
Das Museum wurde auf Grund eines Beschlusses des Rates der Volkskommissare der Ukrainischen SSR am 28. Juni 1945 geschaffen, um des von den Sowjets beanspruchten Sieges der Roten Armee zu gedenken. 1947 wurde die erste Ausstellung auf einer Fläche von 158 m² eröffnet. Zu den mehr als 4000 Exponaten gehören eine Uniform des sowjetischen Kommandeurs Marschall Iwan Stepanowitsch Konew und persönliche Gegenstände des deutschen Kommandeurs General der Artillerie Wilhelm Stemmermann.
Bis 1957 wurde es als Historisches Museum bezeichnet.

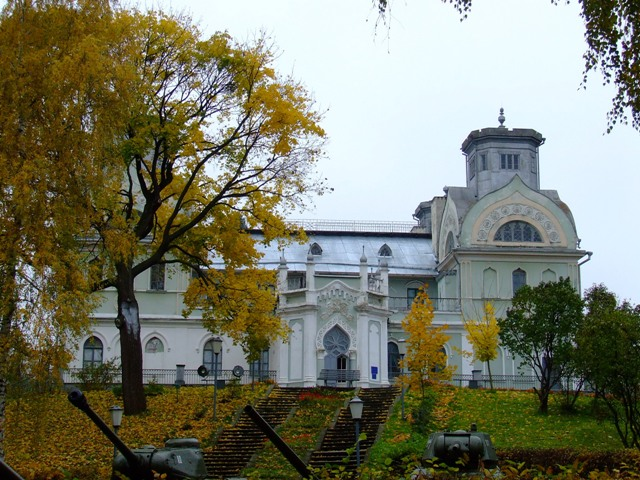
Gebäude

Das Museum ist im ehemaligen Palast der Fürsten Lopuchin-Demidows auf der Insel Kozjubynski in Korsun-Schewtschenkiwskyj untergebracht. Dieses Schlossensemble war 1782 von Fürst S. Poniatowski als Sommerresidenz gegründet worden.